# مدرسة الآداب
كانت مدرسة الآداب معهدًا صيفيًا وبرنامجًا تعليميًا يمنح الدارسين درجة الماجستير أو الدكتواره في جامعة إنديانا بمدينة بلومنجتون. ونُقِلت هذه المدرسة إلى كلية كنيون في عام 1951، بعد سحب مؤسسة روكفيلر تمويلها لمدرسة اللغة الإنجليزية. لكن رئيس جامعة إنديانا، هيرمان بي ويلز، تمكن من الحصول على التمويل من الجامعة، ووضع المدرسة تحت إدارة جون دابليو آشتون، عميد كلية الآداب والعلوم آنذاك. واُفتتِحت المدرسة برئاسة الأستاذ ريتشارد بي هدسون، ثم صار نيوتن بي شتالكنشت رئيسًا لها حتى تقاعد عن العمل. وتمَّ حلّ المدرسة في عام 1972.

## تأسيس مدرسة الآداب
عندما نقلت جامعة إنديانا المدرسة من كنيون إلى بلومنجتون، أبقت على جون كرو رانسوم، وليونيل تريلينج، وفيليب راف، وأوستن وارين، وألين تات كأساتذة زملاء أوائل، وهم جميعًا من أبرز الباحثين في مجال الآداب. وقد أسس «مدرسة اللغة الإنجليزية» بكلية كنيون ثلاثة من الأساتذة الزملاء الأوائل، وهم جون كرو رانسوم، وإف أو ماثيسين، وليونيل تريلينج. وكانت تُعقَد دروسها أثناء الصيف في كلية كنيون في الفترة ما بين عامي 1948 و1950. وعُقِد أول فصل دراسي في مدرسة الآداب في بلومنجتون في الفترة ما بين 21 يونيو إلى 1 أغسطس عام 1951

## أثر المدرسة على المجال
كان من بين طلاب مدرسة الآداب جيمس إم كوكس (51) (الذي صار بعد ذلك عضوًا بهيئة تدريس جامعة إنديانا ومدرسة الآداب)، ومارثا بانتا (62)، وبول لوتر (55)، وجيفوري إتش هارتمان (51). وقد ظهرت هذه المدرسة في فترة شهدت تغييرًا هائلاً في مجال دراسة الآداب، بدءًا من سيادة انظرية النقد الحديث وصولاً إلى نشأة النظرية. وأثناء كل فصل دراسي، كانت المدرسة تدعو كبار الأكاديميين، والشعراء، والنقاد إلى بلومنجتون للتدريس في الحلقات الدراسية، وتقديم المنتديات الأسبوعية. وكان من بين هؤلاء المحاضرين نورثروب إير، وويليام إيمبسون، وليزلي فيدلر، وآر بي بلاكمور.